# 卡克拉拉
卡克拉拉（Kakrala），是印度北方邦Budaun县的一个城镇。总人口32380（2001年）。

## 人口
该地2001年总人口32380人，其中男性17286人，女性15094人；0—6岁人口6612人，其中男3416人，女3196人；识字率42.59%，其中男性为47.89%，女性为36.52%。